# Plain (album)
Plain è il dodicesimo album della cantante giapponese Megumi Hayashibara uscito il 21 aprile 2007 per la King Records. L'album ha raggiunto la diciottesima posizione della classifica degli album più venduti in Giappone.

## Tracce
CD 1
1. www.co.jp
2. Makenaide, Makenaide... (負けないで、負けないで…)
3. KOIBUMI
4. trust you
5. Give a reason ~Ballade version~
6. Breeze
7. BL Traiangle (BLトライアングル)
8. Ganbatte, Ganbatte... (頑張って、頑張って…)
9. 4 Gatsu no Yuki (4月の雪)
10. Senritsu (旋律;)
11. Forty
12. Meet again
13. Tengoku no Kioku (天国の記憶;) (Ayanami Rei)
14. Ringo Uramiuta (りんごウラミウタ) (Kyoyama Anna)

CD 2
1. OPENING
2. 負けないで、負けないで…
3. MC
4. Bon Voyage!
5. I'll Be There (Ballade Version)
6. MC
7. feel well
8. MC
9. Watashi ni Happy Birthday (私にハッピーバースデイ)
10. MC
11. Tokyo Boogie Night
12. ENDING